# Otto Schwerin (Schriftsteller)
Otto Schwerin (Pseudonyme: Guido Haller, Titty Schwerin; * 22. März 1890 in Frankfurt am Main; † 13. Dezember 1936 in Frankfurt am Main) war ein deutscher Schriftsteller.

## Leben
Otto Schwerin war Journalist, Redakteur und Mitarbeiter von Filmzeitschriften. Daneben verfasste er Unterhaltungsromane, die vorwiegend dem Genre des Kriminalromans angehören.

## Werke
- Die Juwelenmarder. Berlin 1920.
- Der Kurier des Präsidenten. Berlin-Charlottenburg 1920.
- Die Lampe mit dem roten Schirm. Berlin 1920.
- Die rote Wanda. Ein sexual-psychologischer Roman. Ehrlich, Berlin 1920.
- Die Brillantendiebe. Berlin 1921.
- Ein seltsamer Dieb. Berlin 1921.
- Das Forrnitpulver. Stuttgart 1922.
- Der Feldkornett. Leipzig 1923.
- Venus vulgivaga. Leipzig 1923.
- Rittmeister Orghidan, der Diplomat. Berlin 1924.
- Die Dame im weißen Fuchspelz. Leipzig 1925.
- Fascisten. Eden, Berlin 1927.
- Der Meister der Maske. Eden, Berlin 1927.
- Die müde Diana. Berlin 1927.
- Die Polizeiagentin. Berlin 1929.
- Das rote Dreieck. Berlin 1929.
- Sieben – acht – neun – aus … Ein Zeitroman. Scherl, Berlin 1930.
- Der Spion. Ein Kriminalroman. Eden, Berlin 1930.
- Hat er's gewußt? Berlin 1932.
- Wettlauf zur Grenze. Berlin 1932.
- Bessy tanzt in Czernowitz. Berlin 1935.
- Flammen über Sachsen. Berlin 1935.
- Mordsache Feldmarschalleutnant P. Berlin 1935.
- Musette macht Weltgeschichte. Berlin 1935.
- Der letzte Trumpf. Frankfurt am Main 1949.